# 동경지여지
《동경지여지》(베트남어: Đồng Khánh địa dư chí / 同慶地輿志)는 베트남 응우옌 왕조가 편찬한 지리지이다. 《황월일통여지지(皇越一統輿地志)》, 《대남일통지(大南一統志)》와 함께 응우옌 왕조가 편찬한 3대 지리지로 불린다.

## 개요
동경지여지는 응우옌 왕조의 동카인 연한에 편찬되었다. 당시의 응우옌 왕조는 이런 저런 전쟁에 시달리며 프랑스의 식민지가 되었고, 대남일통지의 최신 초본은 간행도 채 되지 않았고, 함응이 원년 (1885년)의 근왕 운동 중에 손실된 상태였다. 1865년 뜨득 18년에 처음 초본이 간행되었다.

## 내용
후에 이외에 베트남 북부, 중부의 24개 성이 편찬되었고, 각 성마다 한권씩 전체 25권으로 구성되어 있다.

## 참고 문헌
- 『同慶地輿志』 (2003년, 越佛合同出版)